# Hyophorbe amaricaulis
Espèce
Statut de conservation UICN

 CR B1+2abde, C1+2b, D : 
En danger critique
Hyophorbe amaricaulis est une espèce de palmier endémique de l'île Maurice. Il ressemble à Hyophorbe indica. En 2015, l'espèce était sur le point de disparaître, car il ne restait qu'un seul sujet très âgé, situé à l'île Maurice, au jardin botanique de Curepipe, mesurant douze mètres de hauteur. Ses graines sont stériles.